# Thirl Well
Der Thirl Well ist ein 2,6 km langer Wasserlauf in Northumberland, England. Er entsteht östlich des Brownley Hill und fließt in östlicher Richtung bis zu seiner Mündung linksseitig in den Acton Burn.